# Glock 18

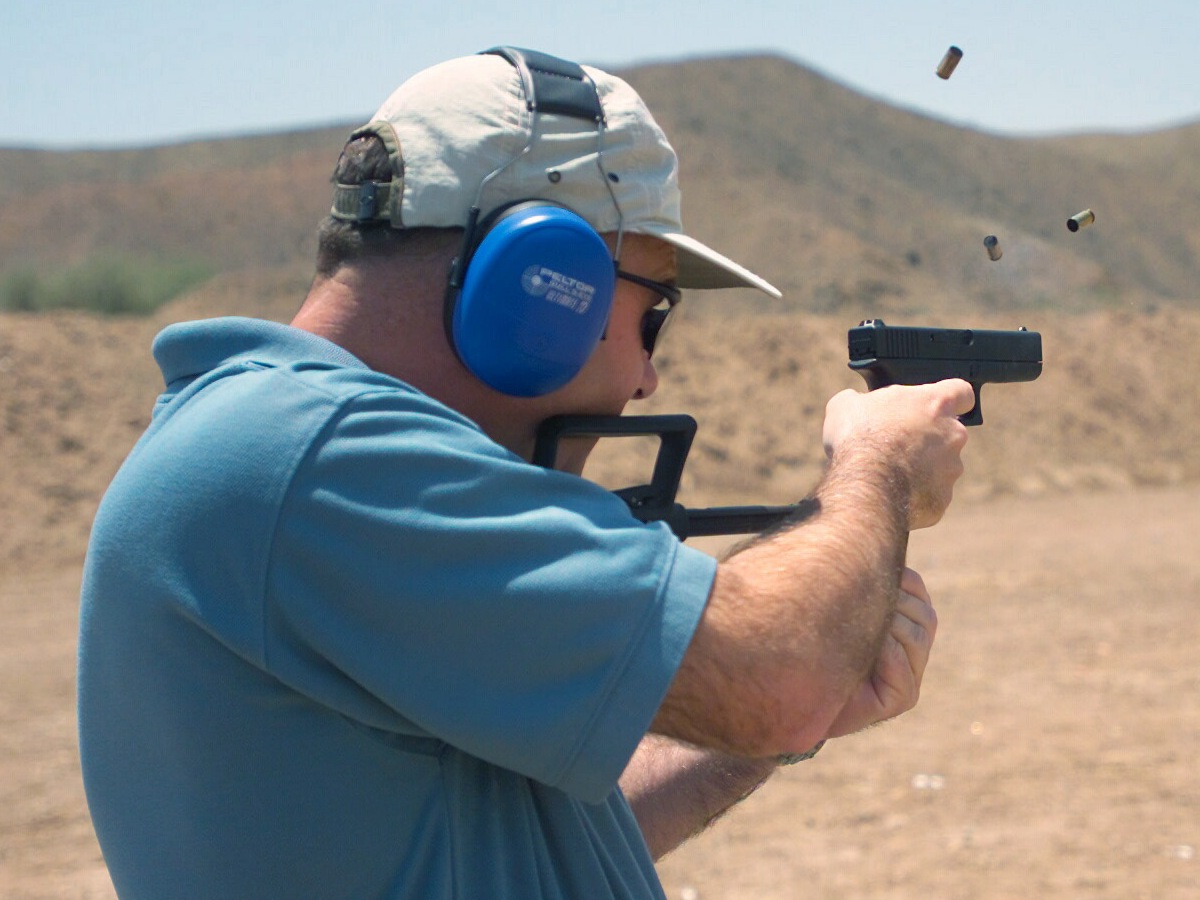
U.S. Marine mit Glock 18 mit Anschlagschaft

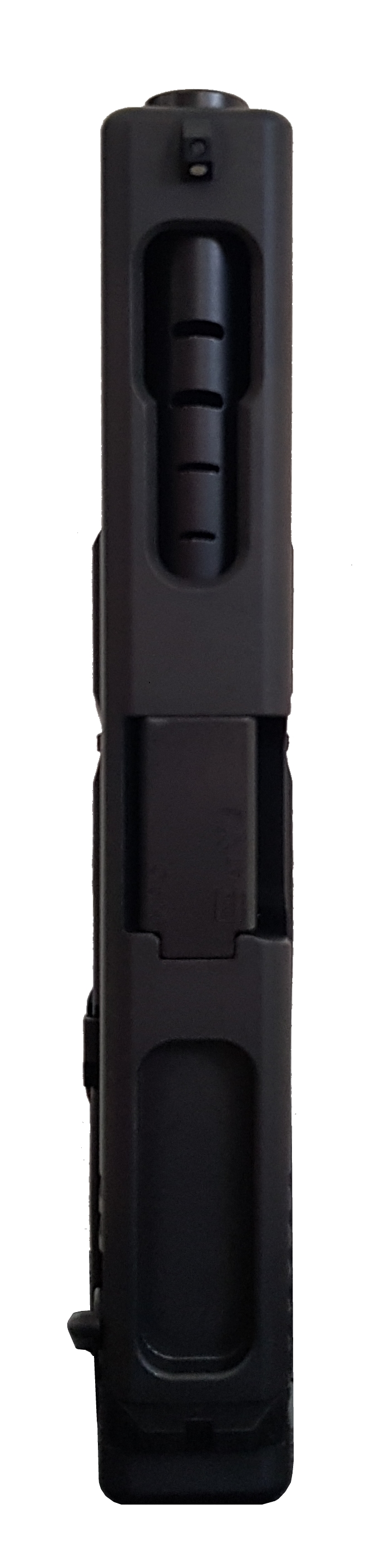
Kompensatoröffnungen der Glock 18C

Die vollautomatische Glock 18 der österreichischen Firma Glock ist eine Weiterentwicklung der Glock 17, einer Standardwaffe des FBI und anderer Polizeibehörden. Obwohl die Größe und das Design der Glock 17 und der Glock 18 nahezu identisch sind, können die meisten der wesentlichen Komponenten dieser Pistolen nicht ausgetauscht werden. Damit sollen Fehlfunktionen bzw. Unfälle durch den unbeabsichtigten Austausch der jeweiligen Komponenten vermieden werden. Die Glock 18 kann als Reihenfeuerpistole bei einmaligem Durchziehen des Abzugs den gesamten Inhalt ihres Magazins verschießen. Durch einen Hebel am linken Ende des Schlittens kann zwischen Einzel- und Dauerfeuer umgeschaltet werden. Durch den beschränkten Einsatzbereich und die damit einhergehende geringe Produktionszahl wurde die Glock 18 bisweilen nur in den ersten drei Generationen (1.–3. Generation) produziert, während die Glock 17 mittlerweile in der 5. Generation produziert wird.
Es gibt die Glock 18 – so wie andere Glockmodelle auch – als Glock 18C (englisch Compensator). Der Kompensator ist integraler Bestandteil der Waffenkonstruktion. Durch die in den Lauf erodierten Kompensatorbohrungen und den Fortsatz dieser Bohrungen durch den Schlitten wird ein Teil der sich bei der Schussabgabe ausdehnenden Gase nach oben abgeleitet, was das Hochschlagen der Waffe als Teil des Rückstoßes vermindert. Der Nachteil der Kompensatorkonstruktionen ist, dass durch das zum Teil nach oben geleitete Mündungsfeuer – besonders in Nachtsituationen – der Schütze geblendet werden kann und somit die Verwendung durch Militär, Polizei etc., nur eingeschränkt möglich ist.
Bekanntheit in der Presse erlangte die Glock 18 u. a. auch nach der Festnahme von Saddam Hussein, der in seinem Erdversteck – neben einem Koffer Bargeld – eine Glock 18 bei sich führte. Dieses Exemplar wird derzeit in einem Museum in Dallas ausgestellt.